# Amphoe Tha Maka
Pour les articles homonymes, voir Maka.
Tha Maka (ท่ามะกา) est un district (Amphoe) situé dans la province de Kanchanaburi, dans l'ouest de la Thaïlande.
Le district est divisé en 17 tambon et 153 muban. Il comprenait plus de 133 000 habitants en 2005.